# Visions of Atlantis
Visions of Atlantis – zespół symfoniczno-powermetalowy założony w austriackim mieście Styria w 2000 roku przez Wernera Fiedlera, Mike’a Korena, Christiana Stani oraz Chrisa Kampera, którzy byli zainspirowani tajemnicą istnienia Altantydy. Pierwszą wokalistką była Nicole Bogner.

## Historia
Zespół pierwsze demo wydaje w 2000 – Morning in Atlantis jednak już rok później podpisuje kontrakt płytowy z wytwórnią TTS Media Muzyka / Black Arrow Productions czego wynikiem jest debiutancki album Eternal Endless Infinity (2002), który niespodziewanie odnosi sukces i doprowadziła zespół do roli suportów takich potęg metalowej sceny jak Nightwish, Finntroll czy Katatonia. W 2003 roku dochodzi do roszady w składzie po których w 2004 roku wydany zostaje drugi album – Cast Away który jest ich pierwszym pod szyldem Napalm Records. W 2007 roku na światło dzienne wychodzi trzeci album pt. Trinity. W dniu 28 listopada 2007 roku na oficjalnej stronie zespołu zostaje zamieszczona informacja że Melissa Ferlaak i Wolfgang Koch opuszczają zespół z przyczyn osobistych (w maju 2008 roku pobierają się).

## Dyskografia
- Morning in Atlantis (demo, 2000)
- Eternal Endless Infinity (2002)
- Cast Away (2004)
- Trinity (2007)
- Delta (2011)
- Maria Magdalena (2011)
- Ethera (2013)
- Old Routes - New Waters"(2016) (EP)
- The Deep & The Dark (2018)
- The Deep & the Dark: Live at Symphonic Metal Nights (2019) LIVE
- Wanderers (2019)[4]
- A Symphonic Journey to Remember (2020) LIVE
- Pirates (2022)
- Pirates over Wacken (2023) LIVE
- A Pirate's Symphony (2023)

## Teledyski
| Rok  | Tytuł      | Reżyseria | Album     | Źródło |
| ---- | ---------- | --------- | --------- | ------ |
| 2004 | „Lost”     | —         | Cast Away | [ 5 ]  |
| 2011 | „New Dawn” | —         | Delta     | [ 5 ]  |